# Вулиця Лесі Українки (Тбілісі)
Вулиця Лесі Українки (груз. ლესია უკრაინკას ქუჩა) — вулиця Тбілісі, в районі Мтацмінда. Проходить від проспекту Руставелі до вулиці Братів Зубалашвілі.
Названа на честь української письменниці Лесі Українки (1871—1913), яка жила в місті в 1904—1905 роках (будинок зберігся — вулиця Вахтанга Мосідзе, 4) і померла в Грузії.

## Історія
Забудова району вулиці розпочалася після приєднання Грузії до Росії (1805). Прокладання вулиць та виділення ділянок під забудову здійснювалось за спеціально розробленим планом, який визначив прямокутне членування району.
Колишня назва вулиці — Гімназійна, оскільки 1825 року на розі вулиці з сучасним проспектом Руставелі (тоді — Головінським) почали зводити будівлю гімназії, яка багато в чому визначила напрямок вулиці.
За радянських часів, з 1923 року носила ім'я пролетарського письменника Горького (1868—1936). Сучасна назва з 1960 року.
У ніч з 9 на 10 березня 1956 року біля будинку зв'язку на вулиці сталися зіткнення мітингувальників із силами правопорядку, що спричинили людські жертви.

## Визначні пам'ятки
Школа № 1 (проспект Руставелі, 10), колишня Тифліська гімназія (1825—1831, архітектор А. І. Мельников, перебудована).
Будинок зв'язку (проспект Руставелі, 12)
Будинок 3 — КДБ Грузинської РСР